# Герб Арруди-душ-Вінюша
Ге́рб Арру́ди-душ-Ві́нюша — офіційний символ містечка Арруда-душ-Вінюш, Португалія. Використовується як територіальний герб. У срібному щиті червона вежа з чорною брамою, яка стоїть на землі натурального кольору. Вежу оточують три зелені кущі винограду (два — обабіч башти, один — позаду неї), на яких висять срібні плоди. На вежі розташований малий герб Португалії. Щит увінчує срібна мурована містечкова корона з чотирма вежами.  Під щитом біла стрічка, на якій великими літерами напис португальською: «Arruda dos Vinhos» (Арруда-душ-Вінюш).  Офіційно затверджений 2 листопада 1959 року.  

## Галерея

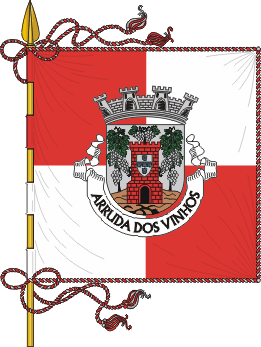
Прапор